# A Que
A Que (chinesisch 阿缺, Pinyin Ā Quē; * 1990 in Jinzhou, Provinz Hebei, Volksrepublik China), das Pseudonym von Li Wei (chinesisch 李威, Pinyin Lǐ Wēi), ist ein chinesischer Schriftsteller.

## Leben
A Que studierte bis 2014 an der Sichuan-Universität mit Schwerpunkt auf Wasserschutz und Wasserkraftttechnik und trat danach dem Fifth Hydropower Bureau der Power Construction Corporation of China bei. A Que begann im zweiten Studienjahr mit der Veröffentlichung von Romanen in verschiedenen Genres, darunter Märchen, Horror sowie vor allem Science-Fiction.

## Bibliographie (Auswahl)
- Mordfall LW31, Originaltitel LW31谋杀案 (Pinyin LW31 móushā àn) im Magazin „Knospe“ (萌芽, Pinyin méngyá), veröffentlicht im Jahr 2013, auf Deutsch erschienen in der Anthologie Quantenträume, ISBN 978-3-453-31904-2.
- 收割童年, Shōugē Tóngnián [„Kindheit ernten“], ausgezeichnet mit dem Galaxy Award 2013.[3]
- 云鲸记, yún jīng jì [„Wolkenwal“], ausgezeichnet mit dem Galaxy Award 2017.[3]
- Flower of the Other Shore (chinesisch 彼岸花 / 彼岸花, Pinyin Bǐ'ànhuā), veröffentlicht 2018 auf Kedou, auf Englisch erschienen in der Anthologie Sinopticon, ISBN 978-1781088524.
- 宋秀云, sòng xiùyún [„Song Xiuyun“], ausgezeichnet mit dem Galaxy Award 2019.[3]